# 元・斉藤圭のスピードグラファー『快楽超人ユーフォリア』皆様の不景気を救います!
斉藤圭のスピードグラファー『快楽超人ユーフォリア』皆様の不景気を救います!（さいとうけいのスピードグラファー 『かいらくちょうじんユーフォリア』 みなさまのふけいきをすくいます!）は、音泉とランティスウェブラジオで配信された、アニメ『SPEED GRAPHER』のインターネットラジオ番組。
10月7日配信分から『元・斉藤圭のスピードグラファー『快楽超人ユーフォリア』皆様の不景気を救います!』（もと さいとうけいのスピードグラファー 『かいらくちょうじんユーフォリア』 みなさまのふけいきをすくいます!）に番組名を改題。
配信は2005年4月1日 - 12月23日まで（日付は音泉の配信日）の全39回。

## パーソナリティ
- 斉藤圭 → 真堂圭（天王洲神楽 役）
- コザキユースケ（キャラクター原案） - 初回放送のみ
- やまけん（アシスタント兼番組ディレクター） - ＃5から

## 概要
音泉では毎週金曜、ランティスウェブラジオでは毎週月曜にそれぞれストリーミング形式で配信。
初回のみパーソナリティにはキャラクター原案のコザキユースケが参加し、以降は斉藤が一人でパーソナリティを務めていたが、4月29日配信分の＃5からは番組ディレクターのやまけんがアシスタント及びパーソナリティとして参加。
2005年5月22日にはアニメイト池袋本店で公開録音が行われ、その様子は＃9（5月27日放送分）で配信された。9月24日には斉藤のデビューシングル発売を記念し、アソビットシティにて公開録音＆ミニライブが行われた。その様子は＃27（9月30日配信分）で配信されている。
番組挨拶は「スピグラワ」（スピードグラファー＋こんにちはorこんばんは）、「またグラ」（またね＋スピードグラファー）、「ノシ」（顔文字で“手を振る”を意味する）。
＃18からは番組のオープニングテーマが「kiss me kiss me」、エンディングテーマが「JUMP UP!」に変更。
アニメの『SPEED GRAPHER』で予告をする「次回予告ユーフォリア」としては＃26で終了したが、＃27からは「告知ユーフォリア」でコーナーとモノマネも引き続きコーナーを続行。
10月1日からパーソナリティを務める斉藤圭が真堂圭（しんどう けい）に改名したため、10月7日（＃28）の配信からは番組タイトルに「元」が付け加えられ、『元・斉藤圭のスピードグラファー『快楽超人ユーフォリア』皆様の不景気を救います!』と変更された。
レギュラー放送終了後、2006年1月29日に最終回イベント（公開録音）が開催され、その模様は2月初旬に配信された。また、2007年8月27日から半年間、音泉にて再放送も配信。

## 番組コーナー
今週の一枚
リスナーから送られた写真に斉藤（真堂）がセリフを当てるオープニングコーナー。
アニメ『SPEED GRAPHER』の公式サイト上でも「今週の一枚」のコーナーとして配信前に採用写真を公開していた。
普通のおたより
ふつおたのコーナー。
圭の一言不景気救済
リスナーからの悩みに一言で答える救済コーナー。
コンセプト的には真剣な悩み相談のコーナーではないため、簡略的なものとなっている。
今週の超人さん
ゲストがいる回のみ放送。ゲストのこだわりグッズを撮ってゲストが“何ユーフォリア”なのかを知るコーナー。
- ＃01 斉藤圭 - 眼鏡 / 眼鏡ユーフォリア
- ＃02 橋本太知（プロデューサー） - ジムニー（軽自動車）/ ジムニーユーフォリア
- ＃07 高田裕司（雑賀辰巳 役） - サーフボード / サーフィンユーフォリア
- ＃09 結城比呂（辻堂 役） - 隙間ブラシ / 隙間ブラシユーフォリア、津田健次郎（新治 役） - 麻雀 / 麻雀ユーフォリア
- ＃14 ともぞ（コミカライズ版『SPEED GRAPHER』作画） - ベレー帽 / ベレー帽ユーフォリア
- ＃19 佐藤裕美 - 酸素カプセル / 新陳代謝ユーフォリア

次回予告ユーフォリア（＃1〜＃26） / 告知ユーフォリア（＃27〜）
人物・動物・物などが書かれたモノマネ用の紙くじを“黄金ボックス”から引いて『SPEED GRAPHER』の予告を面白おかしく読むコーナー。
＃30からはルールが変更され、リスナーから寄せられたモノマネが何なのかを次週までにリスナーが当てるクイズとなった。
このコーナーのみ、音泉配信版とランティス配信版でそれぞれ違う内容となっており、前者が本放送、後者は本放送から3日後の毎週月曜日に更新された。
シンガーソング斉藤圭（＃14〜27） / シンガーソング元・斉藤圭（＃28〜）
CDデビューが決定した斉藤（真堂）がリスナーからの曲のお題に合わせて即興で歌を作り、歌うコーナー。
同コーナー専用の演奏は番組ディレクター兼パーソナリティを務めるやまけんが主宰しているアニメソングロックバンド「OTAKU NOT DEAD」の謎のギタリストSがアシスタントしていた。
斉藤圭ボーカルトレーニング
斉藤がリスナーには聞こえないヘッドホンから流れる曲を歌い、次週までにリスナーに何の曲かを当てさせるコーナー。
流れる曲を初聴きしてその場で歌うため分かり難くなっており、リスナーの正答率が高くないとCDデビューが出来ないという条件があったが、＃13（6月24日）の配信分でCDデビューが決定した。
また、このコーナーにはランティスのプロデューサーのハード（アシスタント）が登場。ただし仕事の都合などで欠席する事があり、斉藤のCDデビューが決定してからは出演していない。

## 番組ゲスト
- ＃02（4月8日配信） - 橋本太知（プロデューサー）
- ＃07（5月13日配信） - 高田裕司（雑賀辰巳 役）
- ＃09（5月27日配信） - 結城比呂（辻堂 役）、津田健次郎（新治 役） ※公開録音
- ＃14（7月1日配信） - ともぞ（コミカライズ版『SPEED GRAPHER』作画）
- ＃19（8月5日配信） - 佐藤裕美（シンガーソングライター）
- ＃39（12月23日配信） - ともぞ